# سيدي محمد بركات
سيدي محمد بركات (مواليد 1948 في وهران) فيلسوف جزائري يعيش في باريس.
كان بركات باحثًا مشاركًا في مجال علم نفس العمل في المعهد الوطني للفنون والحرف. بعد عدة سنوات من العمل الجامعي، حيث كان منشغلاً في تلك الفترة بشكل أساسي بمسائل نظرية المعرفة في العلوم الاجتماعية، أدار سيدي محمد بركات برنامجًا بحثيًا في «كلية الفلسفة الدولية» في باريس حول صورة وحالة «المواطن الجزائري الأصلي» من 1998 إلى 2004.
اقترح سيدي محمد بركات مفهومًا له طابع قانوني وسياسي واجتماعي استنادًا إلى مصطلح corps d'exception الفرنسي (الجسد الاستثنائي أو جسد الاستثناء). أشار مفهومه هذا بشكل مباشر إلى تجربة السكان الجزائريين أثناء الاحتلال الفرنسي ويقاطع مع النقاش المُسَيَّس المتعلق بالمعاملة الفرنسية للشعوب الأصلية (انظر قانون الأهالي). وتناول بركات في كتابه المذبحة التي ارتكبتها الدولة الفرنسية بحق مئات الجزائريين في 17 تشرين الأول/أكتوبر 1961 الذين تظاهروا في باريس مطالبين بوقف حرب الجزائر. ووفقا لوليد شرارة، «على الرغم من أن حالة الاستثناء لم تكن معلنة في فرنسا آنذاك، مورس الاستثناء، أي القتل والتنكيل، بحق هؤلاء بحجة تهديدهم لأمن الدولة والنظام العام، وسمحت الأيديولوجيا السائدة بتبرير الجريمة وبعدم الاعتراف بها رسمياً. لم تعترف فرنسا بوقوع مئات القتلى إلا سنة 1991».
استخدم بيير تيفانيان هذا المفهوم في أعماله الخاصة. من بين العلماء الآخرين الذين ذكروا أو حاولوا تطبيق المفهوم في عملهم هم جيرارد براس، دانيال بوريلو، باتريشيا موثيس، مليكة منصوري، أوليفييه لو كور غراندمايزون، كلير هانكوك وفينسنت هويلون.

## المنشورات
- (بالفرنسية: Des Français contre la terreur d'État. Algérie 1954-1962)‏ (عن الفرنسيين ضد إرهاب الدولة)، باريس، 2002.[14]
- (بالفرنسية: Le Corps d'exception : les artifices du pouvoir colonial et la destruction de la vie)‏ (جسد الاستثناء: أساليب القوة الاستعمارية وتدميرها للحياة)، 2005[15]
- الواقع الدولي والدوغماتي للأمة[16]
- عنف الشرطة[17]
- الصورة والكلمة في الإسلام، باريس، 1999.[18]
- إنه النهار، باريس، 2012.[19]
- العمل في وهم بصري، باريس، 2016.[20]
- الدولة والشرعية، باريس، 1982.[21]
- الجزائر - فرنسا: وجهات نظر متقاطعة، باريس، 1997.[22]
- الهجرة والاستعمار وجسد الاستثناء، 2007.[23]
- الجزائر في أصول الذاتية السياسية، 1997.[24]